# Fort X der Festung Warschau

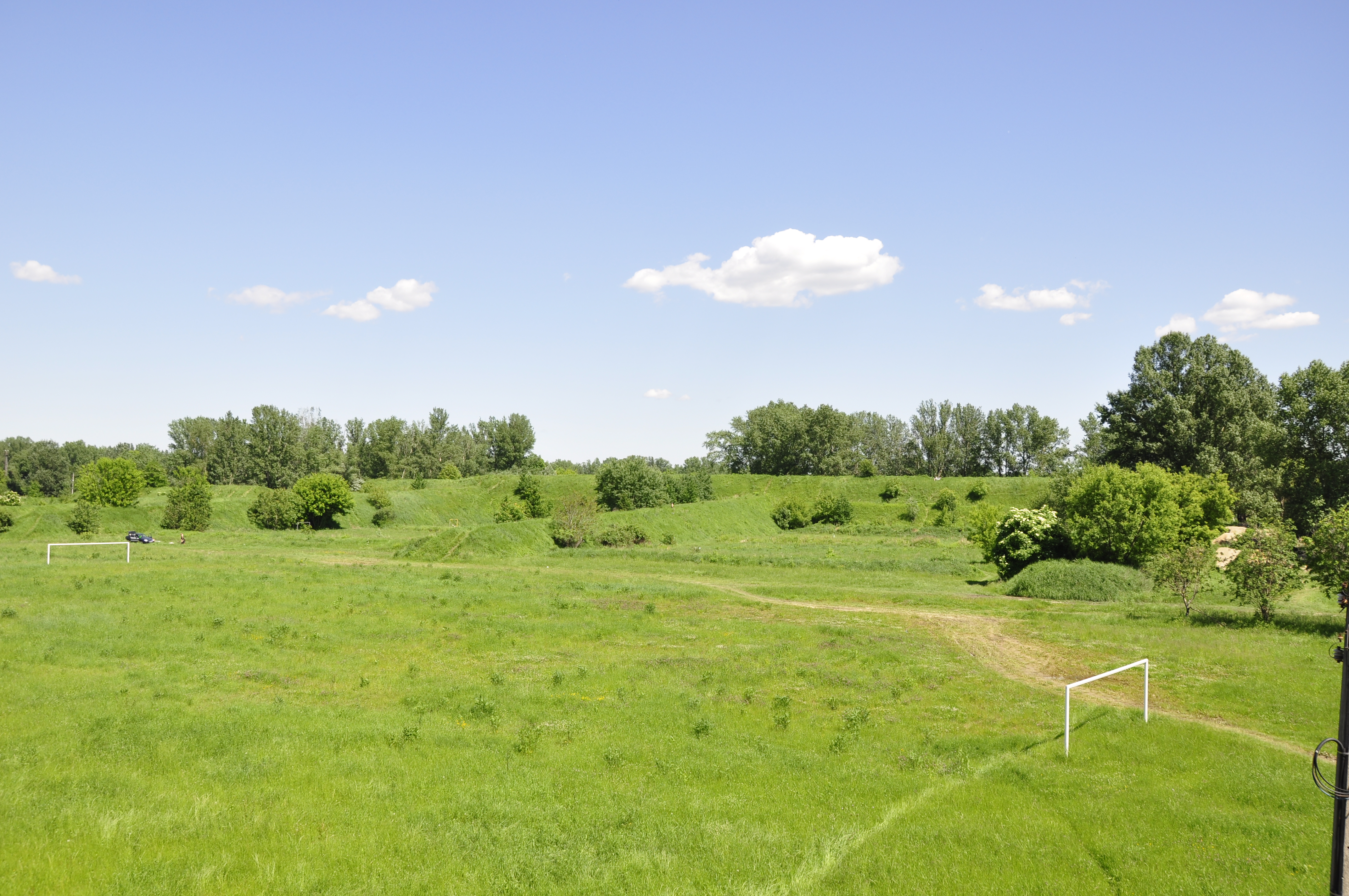
Blick von der Stadtautobahn 724 (Siekierski) Richtung Südosten (Verteidigungsrichtung) auf die Fortwälle

Das Fort X der Festung Warschau (auch Fort „Augustówka“ oder „Siekierki“ genannt) war eines der Artillerie-Forts des äußeren Verteidigungsgürtels der Warschauer Festungsanlagen des 19. Jahrhunderts. Es wurde in den 1880er Jahren errichtet und liegt im heutigen Gebiet Siekierki des Warschauer Stadtteils Mokotów.
Es war das letzte Fort auf der Westseite der Weichsel und sicherte Richtung Süden. Anschlussfort nach Westen war das Fort IX. Aufgrund seiner Lage im Feuchtgebiet nahe der Weichsel wurden für den Bau weder Ziegelsteine noch Beton verwendet, sondern ausschließlich Erdwälle für die Batterien errichtet. Die Unterkünfte bestanden vermutlich aus Holz oder Zelten. Der „nasse Verteidigungsgraben“ führte zu einer Drainage der Anlage.
Im Jahre 1913 wurden im Rahmen der weitgehenden Aufgabe der Warschauer Festungsanlagen verschiedene Teile des Forts zerstört. Im Jahr 1939 wurde das Fort erneut zur Verteidigung eingerichtet und von der polnischen Armee im Warschauer Abwehrkampf genutzt. 1944 kämpften aus der Anlage deutsche Truppen. Nach dem Zweiten Weltkrieg richtete die Armee hier einen Schießplatz ein, der zwischenzeitlich aufgelöst ist.
Heute ist das Gelände des Forts frei zugänglich, im früheren Kehlbereich befindet sich ein Fußballplatz und an den Hängen der ehemaligen Befestigung sind Fahrrad- und Motocross-Strecken eingerichtet. In unmittelbarer Nähe passiert die neue Siekierkowski-Schnellstraße (Stadtautobahn 724) das Fort, direkt daneben befindet sich das Sanktuarium „Matki Bozej Naczycicielky Modziezy“. Der frühere Fortgraben wurde saniert und in einen neu angelegten west-ostwärts verlaufenden Fahrradweg integriert.

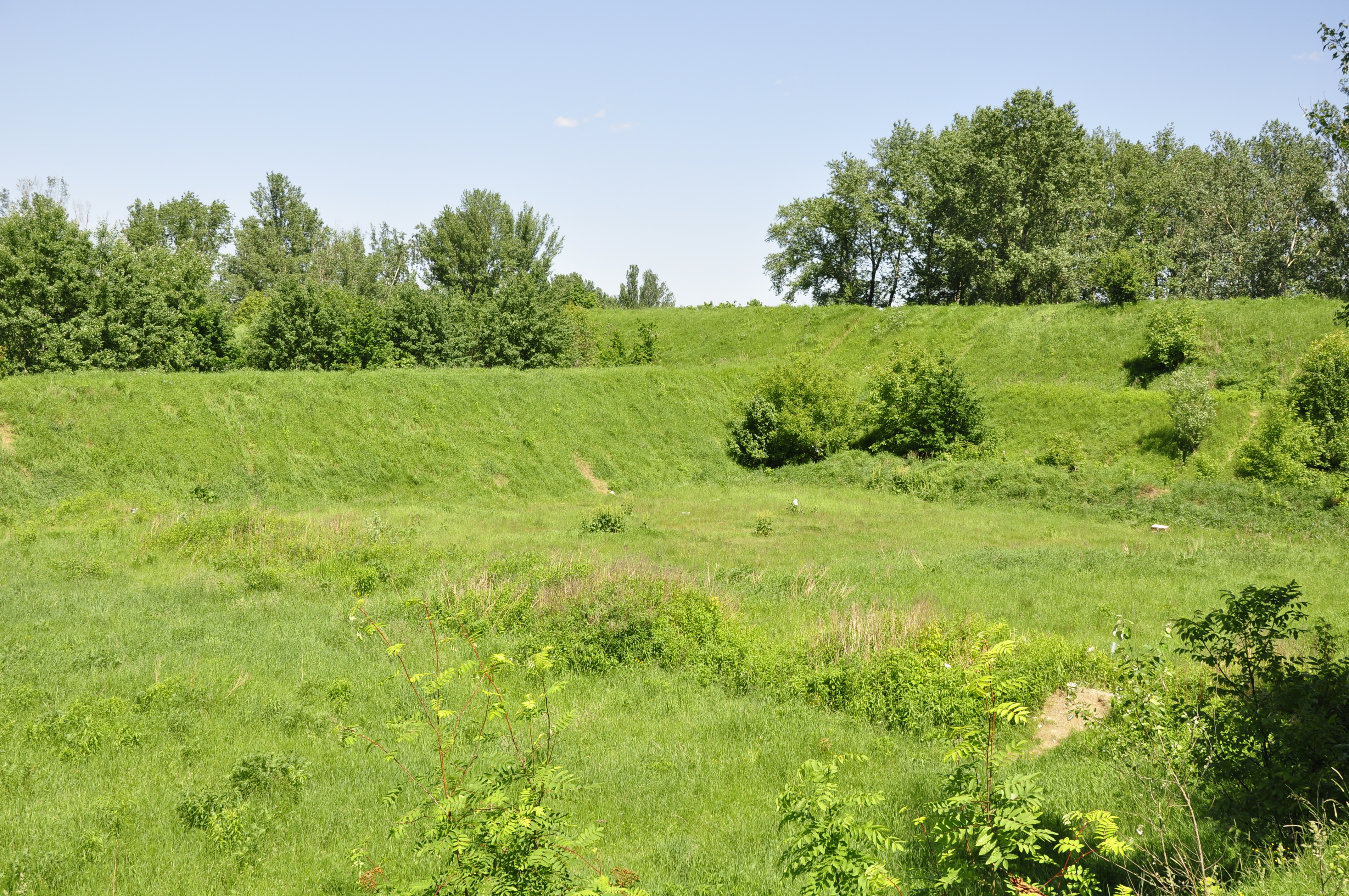
Blick Richtung Osten über einen nachträglich eingezogenen inneren Schießbahnwall
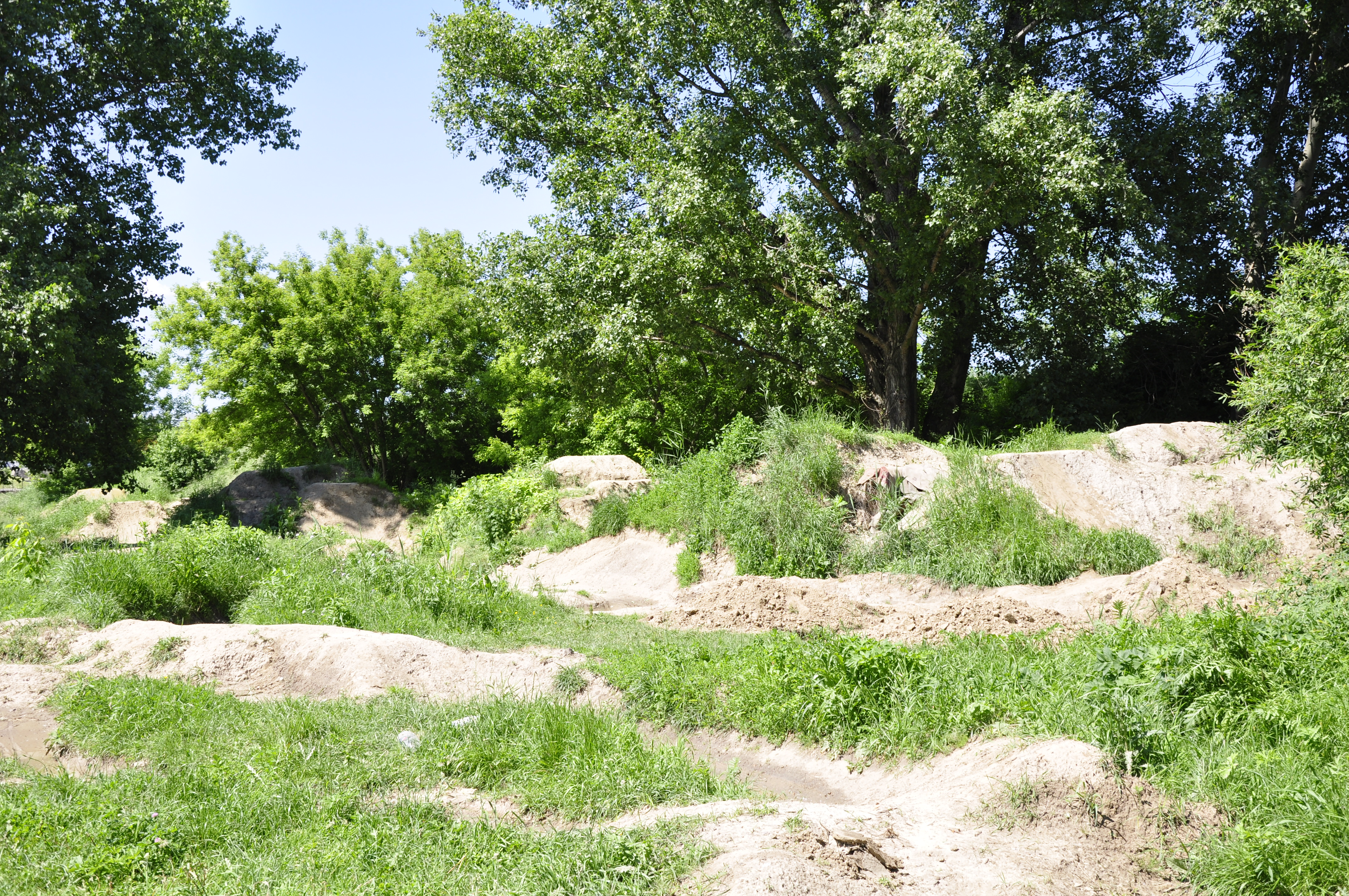
Der Bereich außerhalb der südwestlichen Flanke wird heute als Motocross-Strecke genutzt
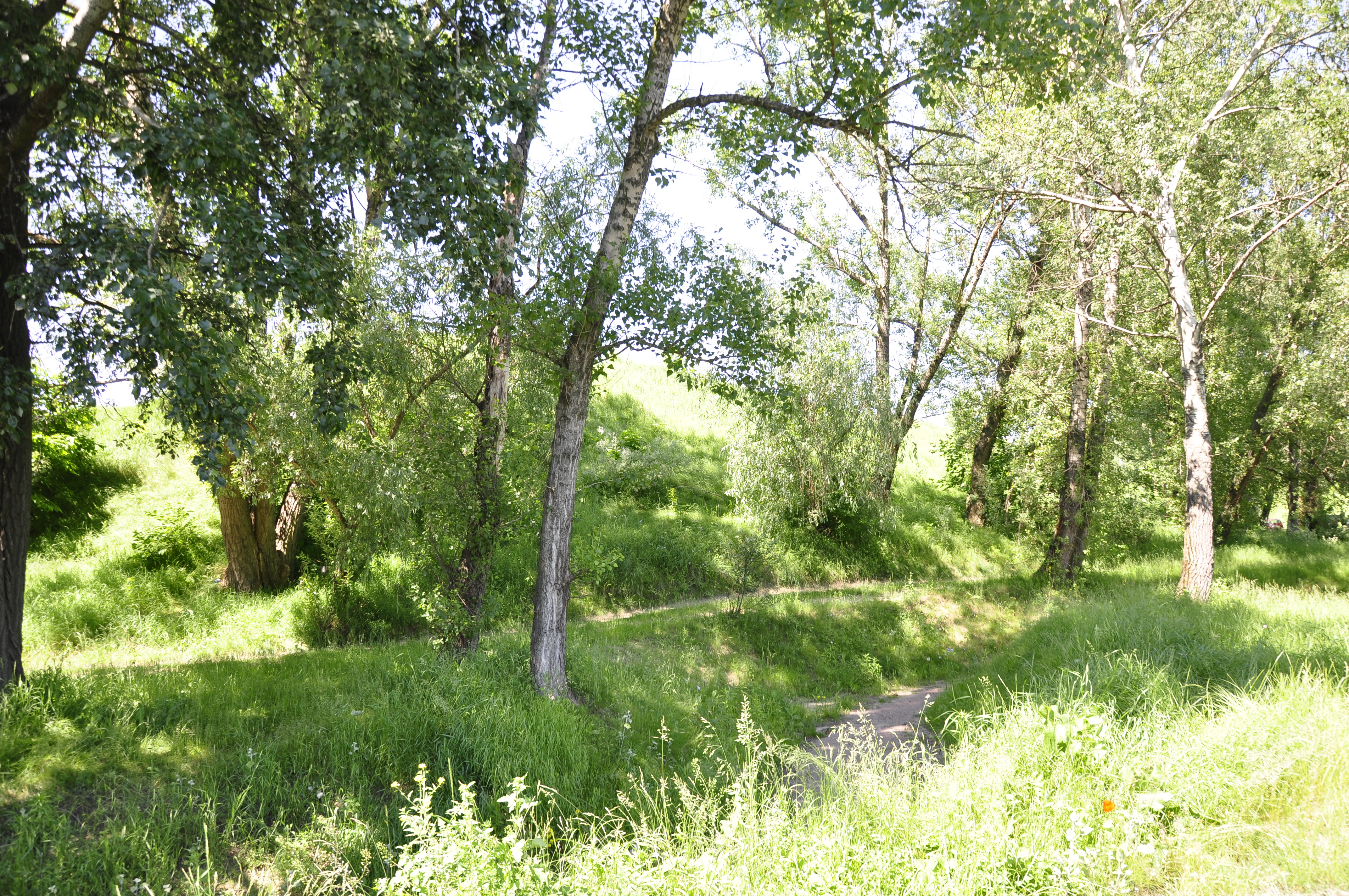
Heute bewaldeter Hauptwall in Hauptverteidigungsrichtung
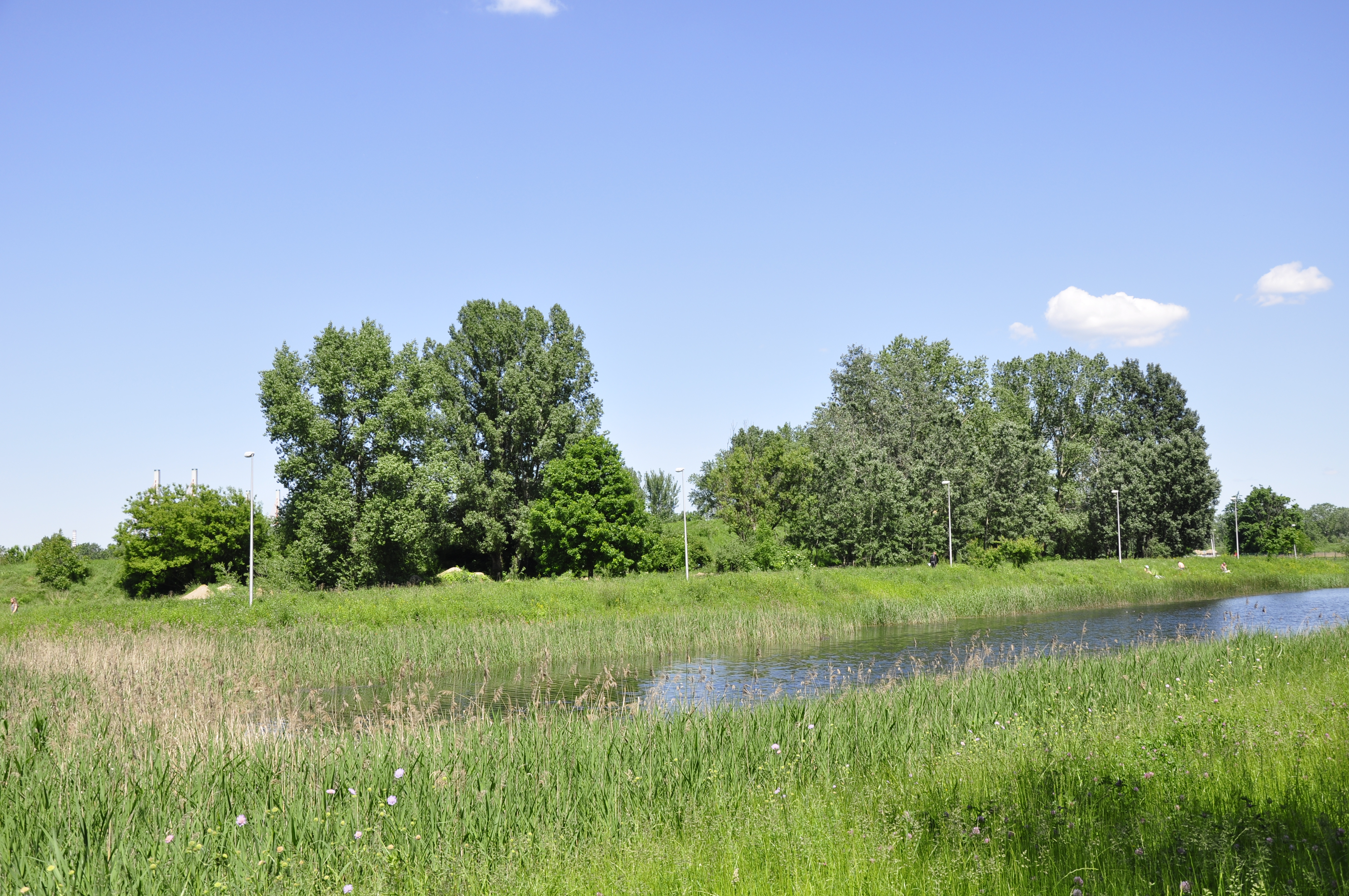
Wassergefüllter Graben, hier Blick von Südosten auf das Fort